# Sœurs maîtresses de sainte Dorothée
Ne doit pas être confondu avec sœurs de Sainte Dorothée de Cemmo, sœurs de sainte Dorothée de Frassinetti ou sœurs de Sainte-Dorothée, Filles des Sacrés-Cœurs.
Les Sœurs maîtresses de sainte Dorothée (en latin : Institutum Sororum Magistrarum a Sancta Dorothea) sont une congrégation religieuse enseignante de droit pontifical.

## Historique
La congrégation provient de la congrégation des filles de Notre-Dame des Douleurs fondée à Venise en 1821 par le père Laurent Barbaro ; le 6 août 1838, la communauté fusionne avec les sœurs de Sainte-Dorothée, Filles des Sacrés-Cœurs fondée par Giovanni Antonio Farina (1803-1888) avec l'aide de Luca Passi (1789-1866), fondateur de la pieuse œuvre de sainte Dorothée.
Le 18 février 1840, la congrégation de Venise devient autonome de la congrégation de Vicence. En 1866, Annonciade Cocchetti donnera naissance à une autre communauté autonome, les sœurs de Sainte Dorothée de Cemmo.
L'institut obtient le décret de louange le 8 juillet 1891 et ses constitutions religieuses reçoivent l'approbation définitive du pape Pie X le 20 décembre 1905.

## Activités et diffusion
Les sœurs se consacrent à l'enseignement.
Elles sont présentes en: 
- Europe : Italie, Albanie.
- Amérique : Bolivie, Brésil, Colombie.
- Afrique : Burundi, Cameroun, République Démocratique du Congo, Madagascar.

La maison généralice est à Rome.
En 2017, la congrégation comptait 456 sœurs dans 56 maisons.